# Kleine hageheld
De kleine hageheld (Lasiocampa trifolii) is een dagactieve nachtvlinder uit de familie Lasiocampidae (spinners). De spanwijdte bedraagt tussen de 40 en 55 millimeter.
De rupsen voeden zich met verschillende struiken en loofbomen. Voorbeelden zijn eik, beuk, populier en struikhei.
De vliegtijd loopt van juni tot in september. In Nederland komt de vlinder vooral voor in de duinen en op de veluwe.

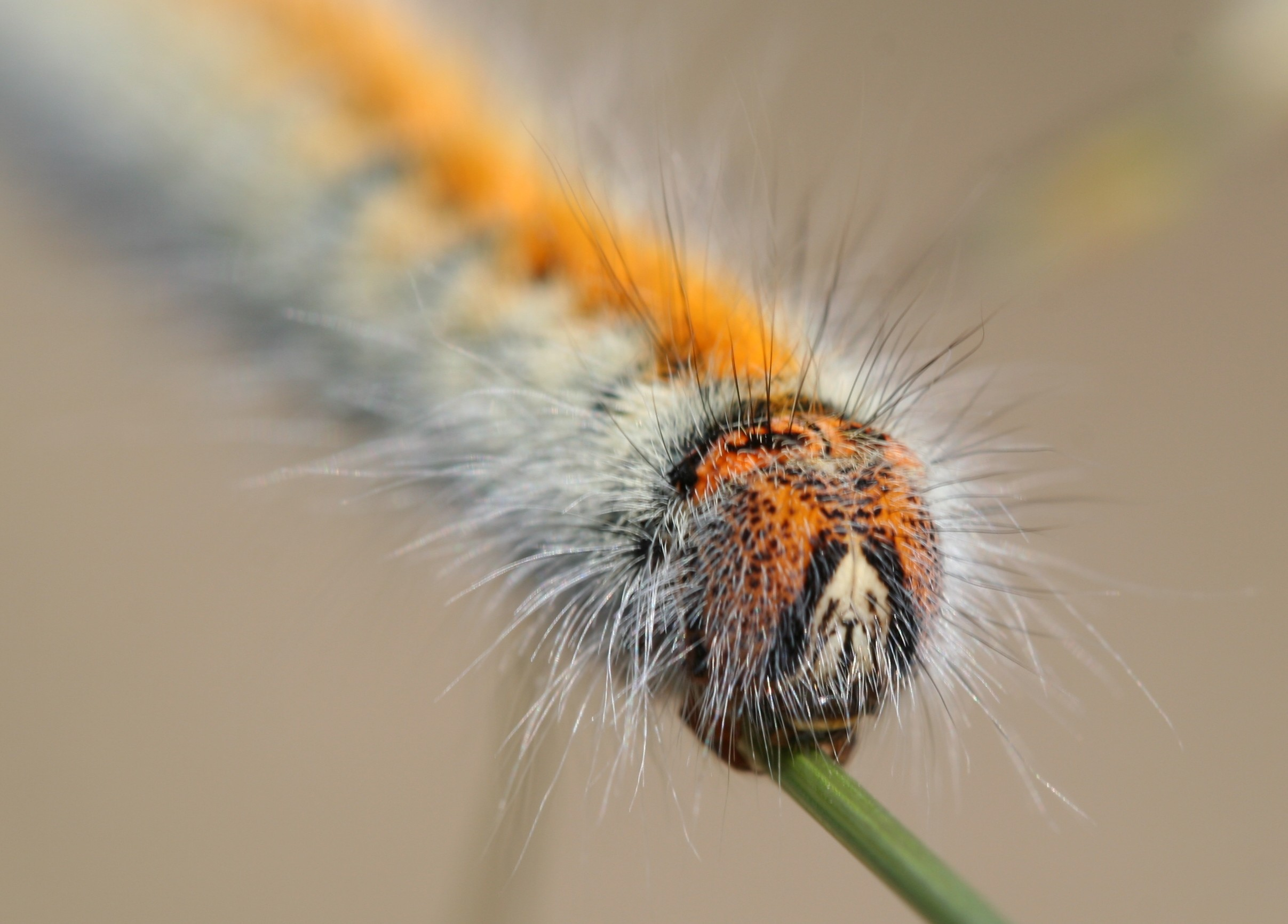
Detail rups
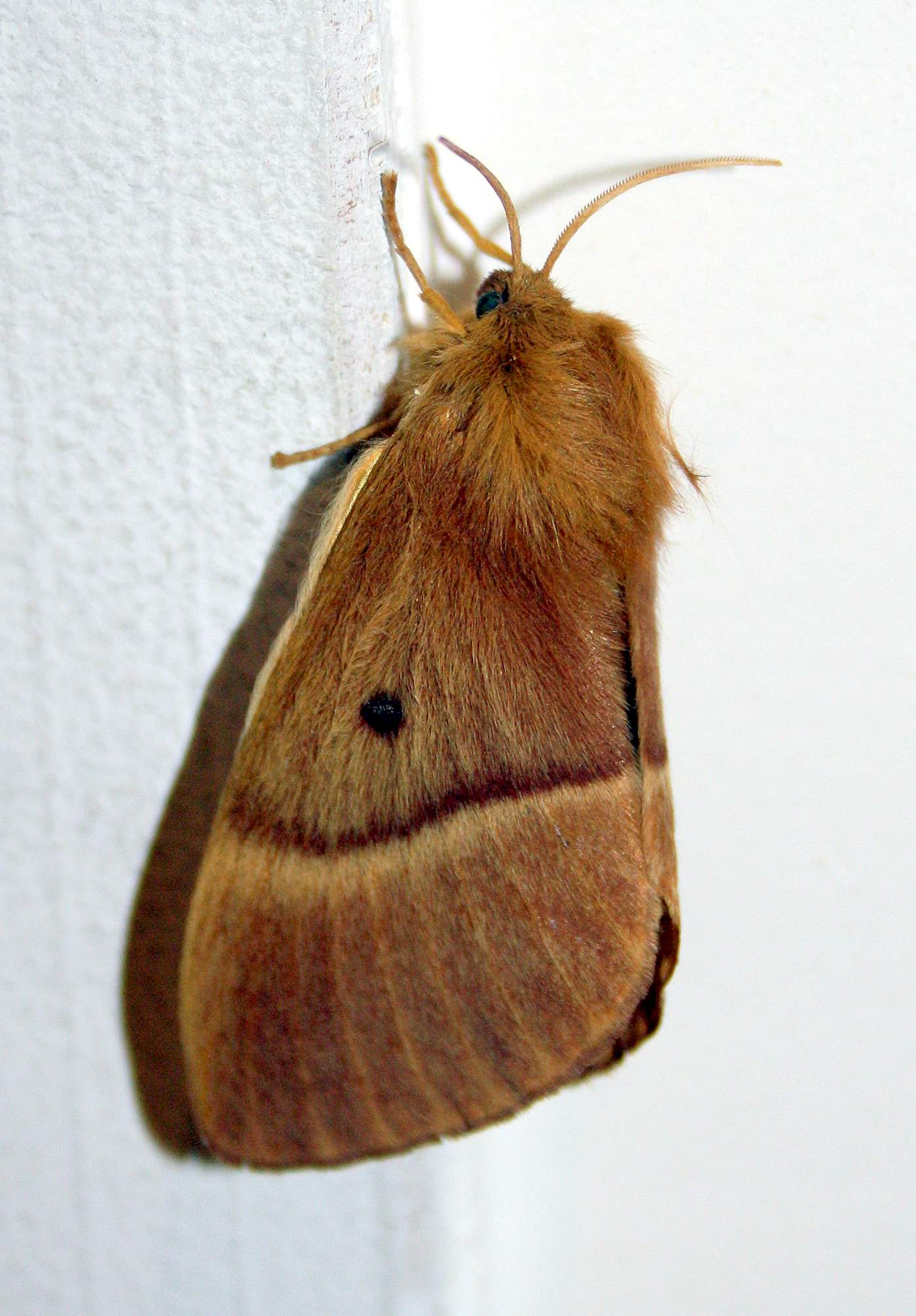
Levend exemplaar